# 21Y busz (Nagykanizsa)
A nagykanizsai 21Y jelzésű autóbusz körjáratként a Kalmár utca - Napraforgó tér - Balatoni utca - Kalmár utca útvonalon közlekedik. A vonalat a Volánbusz üzemelteti.

## Közlekedése
Mindennap közlekedik, 2 alkalommal.

## Útvonala
| Kalmár utca → Napraforgó tér → Balatoni utca → Kalmár utca |
| --- |
| Kalmár utca – Kalmár utca – Magyar utca – Lámpagyár utca – Űrhajós utca – Kinizsi utca – Dózsa György utca – Petőfi Sándor utca – Balatoni utca – Hevesi Sándor utca – Teleki utca – Kórház utca – Kossuth Lajos tér – Kisfaludy Sándor utca – Ady Endre utca – Zrínyi Miklós utca – Kalmár utca – Kalmár utca |

## Megállóhelyei
Az átszállási kapcsolatok között a 21-es, 21E, illetve az ellenkező irányban közlekedő 20-as és 20Y buszok nincsenek feltüntetve!
| 0  | Kalmár utca végállomás                         |                                                           | Helyközi autóbusz-állomás, Vásárcsarnok, Kanizsa Plaza, Bolyai János Általános Iskola |
| 3  | Magyar utca 60.                                | 2, C7                                                     |                                                                                       |
| 5  | Lámpagyár utca                                 | 2, C7                                                     |                                                                                       |
| 7  | Napraforgó tér                                 | 8, 8Y, C5, C7, C9, C91                                    | General Electric Hungary Zrt.                                                         |
| 9  | Kenyérgyár                                     | 8, 8Y, C91                                                |                                                                                       |
| 10 | Kanizsatex                                     | C91                                                       |                                                                                       |
| 11 | Petőfi utca, víztorony                         | C91                                                       | Víztorony, Volán-Dózsa sporttelep                                                     |
| 12 | Petőfi - Honvéd utcai sarok                    | C91                                                       | Péterfy Sándor Általános Iskola                                                       |
| 14 | Balatoni utca                                  | 6C, C3, C91                                               |                                                                                       |
| 16 | Hevesi utca, ABC                               | 6, 6Y, C33                                                | Hevesi Óvoda, Hevesi Sándor Általános Iskola                                          |
| 17 | Hevesi - Bartók utcai sarok                    | 6, 6Y, C33                                                |                                                                                       |
| 19 | Víztorony (Teleki utca)                        | 6, 6Y, 10, 10Y, C33                                       | Kőrösi Csoma Sándor Általános Iskola, INTERSPAR Áruház, Kanizsa Centrum               |
| 20 | Kórház, bejárati út (Teleki utca)              | 4, 6, 6A, 6Y, 10, 10Y, 14, 14C, 14Y, C33                  | Kanizsai Dorottya Kórház, Vackor Óvoda, Dr. Mező Ferenc Gimnázium és Szakközépiskola  |
| 23 | Kórház utca                                    | 14, 14C, 14Y, C33                                         | Kanizsai Dorottya Kórház, Tűzoltóparancsnokság                                        |
| 24 | Kisfaludy - Batthyány utcai sarok              | 14, 14C, 14Y, C33                                         |                                                                                       |
| 25 | Vízmű (Korábban: Kisfaludy Sándor utca, vízmű) | 8, 8Y, 14, 14C, 14Y, C33                                  | Kisfaludy Óvoda, Evangélikus templom                                                  |
| 26 | Posta (Korábban: 1. számú posta)               | 8, 8Y, 41E, C33                                           | Zrínyi Miklós Általános Iskola, 1-es posta, Szent József templom, Fogorvosi rendelő   |
| 29 | Kalmár utca végállomás                         | 2, 4A, 4Y, 6, 6C, 8, 8Y, 10, 10Y, 16, 16A, 18, C3, C5, C7 | Helyközi autóbusz-állomás, Vásárcsarnok, Kanizsa Plaza, Bolyai János Általános Iskola |